# Valdemar Bennike
Oluf Valdemar Emil Bennike, född den 3 augusti 1849 i Köpenhamn, död den 26 augusti 1923 i Vallekilde, var en dansk folkhögskolelärare.
Bennike var uppvuxen i ett grundtvigianskt hem. På grund av bristande ekonomiska resurser fick han aldrig möjlighet att studera, utan arbetade efter en tid till sjöss som målare, innan han 1878 började sin tjänst på folkhögskolan i Vallekilde som lärare i geografi och räkning.
Uppmuntrad av H.F. Feilberg påbörjade han dialektuppteckningar. Med stöd från professorerna Ludvig F.A. Wimmer och Wilhelm Thomsen påbörjade han ett samarbete med den unge filologen Marius Kristensen. Kort over de danske Folkemaal med Forklaringer utkom 1897–1912.